# Олексіївська вулиця (Київ)
Олексі́ївська ву́лиця — вулиця у Солом'янському районі міста Києва, місцевість Олександрівська слобідка. Пролягає від Солом'янської до Кишинівської вулиці. 
Прилучаються провулок Максима Кривоноса, Преображенська вулиця, проїзд до Озерної вулиці, вулиці Катерини Ступницької, Корсунь-Шевченківська, Сім'ї Житецьких та проспект Валерія Лобановського.

## Історія
Вулиця виникла на початку XX століття (не пізніше 1912 року) під сучасною назвою. 
Назву Олексіївська в різний час мали сучасні вулиці Терещенківська, Бориспільська, Володимира Сікевича, Степана Голованьова.

## Житлові будинки
| № будинку | серія                 | кількість поверхів | дата спорудження |
| --------- | --------------------- | ------------------ | ---------------- |
| 2         | хрущовка              | 5                  | 1961             |
| 3         | хрущовка              | 5                  | 1962             |
| 3а        | 481-а серія           | 9                  | 1977             |
| 4         | хрущовка              | 5                  | 1961             |
| 5         | хрущовка              | 5                  | 1961             |
| 6         | хрущовка              | 5                  | 1964             |
| 9         | дитячий садок         | 2                  | 1985             |
| 10        |                       | 4                  | 1960             |
| 11        |                       | 9                  | 1985             |
| 14        | індивідуальний проект | 5                  | 1963             |
| 20        | індивідуальний проект | 2                  | 2000-ні          |
| 22        | індивідуальний проект | 2                  | 2000-ні          |
| 22 а      | індивідуальний проект | 1                  | 1950-ті          |
| 22 б      | індивідуальний проект | 1                  | 1950-ті          |
| 22 в      | індивідуальний проект | 1                  | 1950-ті          |
| 24        | індивідуальний проект | 1                  | 1950-ті          |
| 26        | індивідуальний проект | 1                  | 1950-ті          |
| 28        | індивідуальний проект | 1                  | 1950-ті          |
| 29        | індивідуальний проект | 1                  | 1950-ті          |
| 35        | індивідуальний проект | 1                  | 1950-ті          |
| 37        | індивідуальний проект | 1                  | 1950-ті          |